# Naja tripudians (romanzo)
Naja tripudians è un romanzo di Annie Vivanti, pubblicato per la prima volta nel 1920 dalla casa editrice R. Bemporad & figlio. Narra la vicenda di due innocenti sorelle di provincia che vengono invitate in una lussuosa dimora di città (Londra) da una sedicente Lady che si spaccia di animo nobile ma che si rivela una "mostruosa serpe bianca" (la naja tripudians del titolo, nome scientifico del Cobra sputatore indo-cinese), intenzionata solo a servirsi delle due giovani per il diletto dei suoi ospiti, tormentati dalla noia del vivere. La sorella maggiore, Myosotis, riuscirà a fuggire; l'altra sorella, Leslie, resta vittima della "casa dei vizi".
Tra numerosi i libri della scrittrice, Naja tripudians è considerato quello che più di tutti denuncia la società infetta e corrotta del primo dopoguerra mostrando il doppio sentimento della realtà della Vivanti: "superficiale e disinvolto come quello di una giornalista avvezza a tutti i retroscena del mondo, e intimo e smarrito come quello di una bambina pronta a scoppiare in singhiozzi".

## Edizioni
- Naja tripudians, Firenze, Bemporad, 1920, 218 pp.
- Naja tripudians, Milano, Mondadori, 1930, 237 pp.
- Naja tripudians, a cura di Cesare Garboli, Milano, Oscar Mondadori, 1970, 192 pp.
- Naja tripudians, a cura di Riccardo Reim, Milano, Otto-Novecento, 2014, 152 pp.
- Naja tripudians, Roma, Ecra, 2019, 200 pp.